# 贡水
贡水，赣江东源、正源。

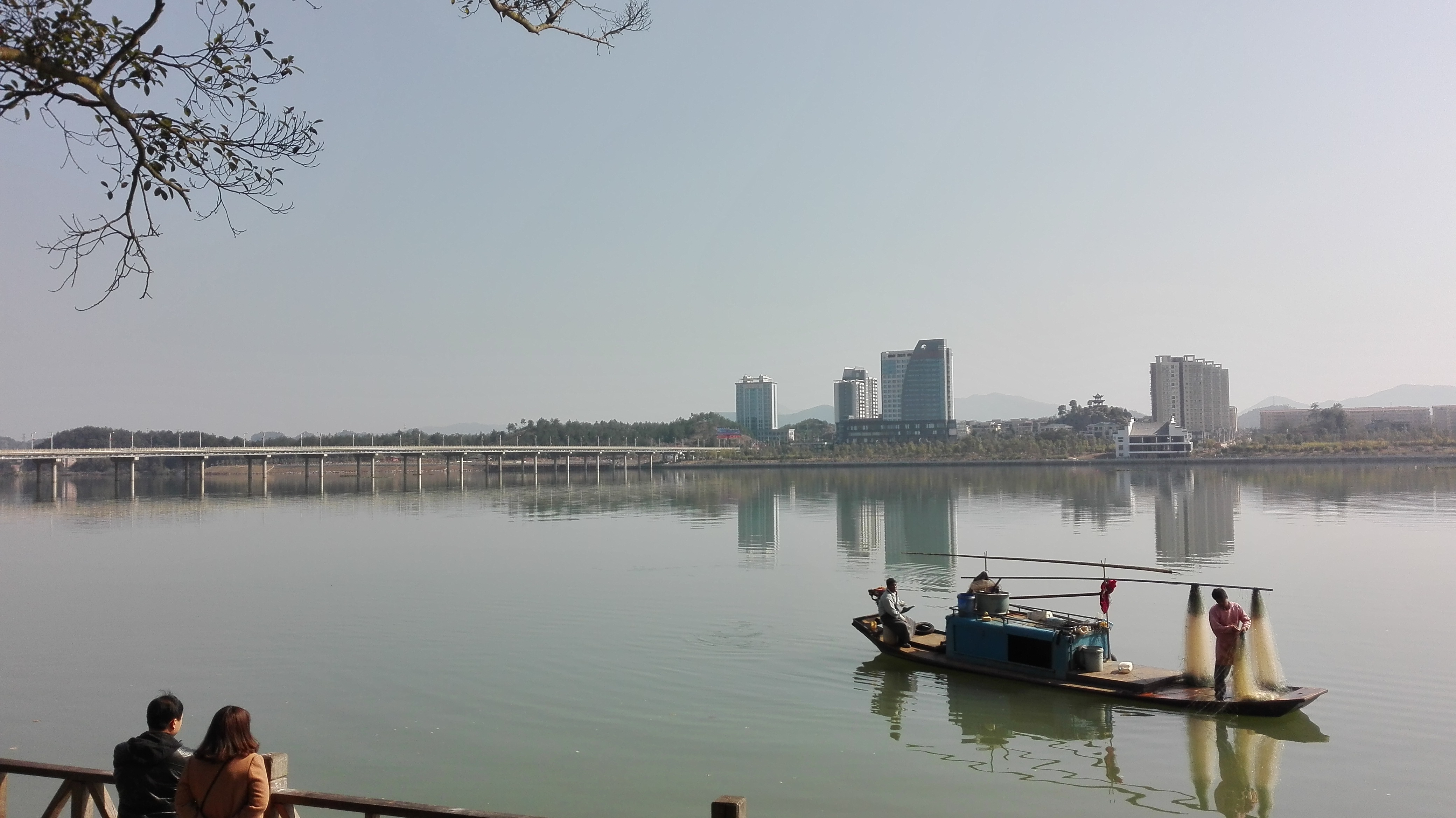
贡水河畔的于都县城

发源于石城横江镇，称壬田河，在瑞金城区与黄沙河（亦发源于石城）交汇，称绵水，绵水流经会昌，与发源于寻乌的湘水交汇，始称贡水，又称会昌江，之后在会昌庄口又接纳发源于安远的濂江，继而流经于都纳梅江（发源于宁都肖田，在宁都江口接纳发源于石城的琴江），于都段又称雩江。贡水在赣县江口镇接纳平江（源于兴国），继而在茅店纳桃江（源于全南，流经龙南、信丰），流入赣州市章贡区，在章贡区内俗称为东河，于八境台与章水交汇，始称赣江。
贡水主河长278千米，落差309米，自东向西流，流域面积26589平方千米。